# エルキュール・ポアロ
エルキュール・ポアロ（Hercule Poirot, ポワロとも日本語表記）は、アガサ・クリスティ作の推理小説に登場する架空の名探偵。ベルギー人。
シャーロック・ホームズなどと同様、時代を越え現在にまで至る支持を得た名探偵の一人。ホームズ以来のそれまでの推理小説の主人公から一線を画した探偵であり、滑稽ともいえるほどの独特の魅力で高い人気を誇る。クリスティが生み出した代表的な探偵であると同時に、一般的にも著名な名探偵の一人である。
33の長編・54の短編・1つの戯曲に登場し、ミス・マープルシリーズと並んでクリスティが生涯書き継ぐ代表シリーズとなった。しかし、クリスティ自身は自伝の中で「初めの3、4作で彼を見捨て、もっと若い誰かで再出発すべきであった」と述べている。孫のマシュー・プリチャードの証言では、クリスティはポアロにうんざりしていたが、出版社などに半ば強制される形でシリーズを書きついでいた。

## 人物設定

### 外見
背丈5フィート4インチ（約162.5センチメートル）の小男で、緑の眼に卵型の頭、黒髪でぴんとはね上がった大きな口髭をたくわえている。三つ揃いの仕立て服に蝶ネクタイで山高帽を被りエナメルのブーツを履く。

### 性格
「灰色の脳細胞」を十全に活用できる賢さを持つと自認し、自らを世界最高の探偵であるとする自信家である。『第三の女』で若い女性に「お年寄り」といわれたときには大変ショックを受けていた。女性には優しく、物腰柔らかで、若者たちの恋愛の成就を図る気障な紳士であり、常に整理・整頓を心掛け、身なりに注意を払い、乱雑さには我慢できない。
フランス語圏出身のため、興奮すると訛ったり、英語の合間合間にフランス語を混ぜたりするが、込み入った表現は英語で難なく話す。ポアロ自身は英語がまともに話せないふりをして、英国人を油断させるのだと言っている。いかにも外国的で時として滑稽とも見えるポアロの言動に英語圏の容疑者たちは油断し、事件解決の手がかりとなる言葉を洩らしてしまうことも多い。フランス人と間違われることをひどく嫌う。船や飛行機が苦手。
引退して悠々自適に生活し、カボチャ（正確にはペポカボチャの一種で外見が冬瓜に似る）を育てるのが夢で、実際に『アクロイド殺し』などでそのような生活を実現しているが、難事件・怪事件が引退を許さず、自身も実際には隠棲生活には適応できない様子である（『アクロイド殺し』では不意に癇癪を起こし、せっかくのカボチャを塀越しに投げ捨てるという暴挙に及んでいる）。

### 探偵としてのスタイル
捜査には容疑者たちとの尋問や何気ない会話に力点を置き、会話から人物の思考傾向・行動傾向を探っていく。シャーロック・ホームズのような、地面に這いつくばって証拠品を集めるやり方を「猟犬じゃあるまいし」と否定する（ホームズの頃と違い、スコットランドヤードやパリ警視庁には証拠調べを任せるだけの能力があると信頼している）ものの、物的証拠も尊重してこれらと心理分析を組み合わせた推理で数々の難事件を解決してきた。容疑者全員を集め、ポアロの辿った推理過程を彼らへ説明しながら真犯人をその場で指し示す。

### 経歴
19世紀中頃に生を受け、ベルギー南部のフランス語圏（ワロン地方）出身とされている。ベルギーのブリュッセル警察で活躍し、署長にまで出世した後、退職していた。第一次世界大戦中、ドイツ軍の侵攻によりイギリスに亡命することを余儀なくされる。亡命者7名と共に、イギリスの富豪夫人（エミリー・イングルソープ）の援助を受けて、スタイルズ荘のそばにあるリーストウェイズ・コテージで生活をしていた。そこで、以前にベルギーで知り合っていた友人のアーサー・ヘイスティングズ大尉と再会し、殺人事件を解決する（『スタイルズ荘の怪事件』）。その後、イギリスでヘイスティングズ大尉と同居し、探偵として活躍し、数多くの難事件を解決する。ヘイスティングズが結婚してアルゼンチンに移住後、一時田舎に隠退するが、そこで起きた事件を解決後（『アクロイド殺し』）ロンドンに戻り、再び数多くの難事件を解決する。
最後の登場作品である『カーテン』において、「探偵」としてのポアロに終止符を打ち、ヘイスティングズの前から姿を消した。

### 設定の経緯
クリスティはホームズとは異なる、自分の扱いうる探偵役として、身近なものや日常のことからポアロの人物像を造形した。ベルギーからの亡命者という設定は、当時のベルギーへの愛国的傾倒の他に、実際に近所の教区にいた亡命者集団から、そして几帳面な性格は自室の片付けの最中などに発想したという。
名前のエルキュール (Hercule) は、ギリシア神話に登場する怪力の英雄「ヘラクレス」のフランス語形であるが、クリスティは小男であるポアロにわざとこの名前をつけている。

## 家族
作中でしばしばポアロは自分の家族について言及するシーンがあるが、推理に必要な情報を引き出すための嘘が混ざっている可能性があるため、どこまで事実かは不明である。実際に作中に彼の家族ないし親族が登場したことはない。
『ビッグ4』では一卵性双生児の兄弟・アシルがいるとされ、自分より頭が良いとポアロは述べている。その彼は実際に作中に登場するが、後にポアロの変装と判り、その後、ポアロはアシルは実在しない旨のことを述べている。なお、アシル (Achille) はアキレウスのフランス語読みである。その後、『ヘラクレスの冒険』では「兄弟がいたんじゃないのか？」という問いに対して「ほんの短い間のことだったがね」と答えている。またポアロの「偉大な探偵に兄弟はつきもの」というセリフは、シャーロック・ホームズの兄マイクロフトを意識したものであろう。
ポアロ自身についても、ロサコフ伯爵夫人に惚れていたような描写や、パトリシア・ガーネットによく似た「若くて美しいイギリスの女の子を愛したことがある」との発言はあるものの、生涯独身を貫いたため、妻子はいない。

## 「ポアロ」表記
日本では "Poirot" について「ポアロ」と「ポワロ」の二つの表記が存在するが、フランス語でoiは「ォワ」という感じに発音するため、後者のほうが原音に近い。以前は「ポワロ」と表記することが多かったが、「ポアロ」表記をしている早川書房が翻訳独占契約を結んだため、「ポアロ」という表記が世間に広まった。

## 登場作品
初登場はクリスティの処女作『スタイルズ荘の怪事件』（1920年）。以後『カーテン』（1975年）まで長編は33編、また50編以上の短編に登場（他にクリスティ自身がポアロ作品を数編戯曲化している）。代表的な作品は『アクロイド殺し』『オリエント急行の殺人』『ABC殺人事件』など。
『カーテン』はポアロ最後の作品だが、実際には1943年に書き上げられたポアロ22作目の長編である。彼女はこの作品を書き上げた後で金庫に封印し、自身の死後に刊行するよう出版社と契約した。しかし、1975年10月になって出版社にせき立てられる形で『カーテン』は発表され、奇しくもその数箇月後にクリスティは亡くなった。『カーテン』の舞台であるスタイルズ荘は、クリスティのデビュー作にしてポアロが初めて登場した作品でもある『スタイルズ荘の怪事件』の舞台と同じ場所であり、『カーテン』というタイトルには、「ポアロという探偵の人生の幕を引く」という意味が込められている。
2014年9月、ソフィー・ハナによる『モノグラム殺人事件』が、アガサ・クリスティ社公認によるポアロ作品の続編として出版された。2016年には、続編の第2作『閉じられた棺』も発表されている。
日本では第二次世界大戦前から紹介されており、現在でも日本語でほぼ全てのポアロ作品を読める。

### 長編
- 1920年：スタイルズ荘の怪事件
- 1923年：ゴルフ場殺人事件
- 1926年：アクロイド殺し
- 1927年：ビッグ4
- 1928年：青列車の秘密
- 1932年：邪悪の家
- 1933年：エッジウェア卿の死
- 1934年：オリエント急行の殺人
- 1935年：三幕の殺人
- 1935年：雲をつかむ死
- 1935年：ABC殺人事件
- 1936年：メソポタミヤの殺人
- 1936年：ひらいたトランプ
- 1937年：もの言えぬ証人
- 1937年：ナイルに死す
- 1938年：死との約束
- 1938年：ポアロのクリスマス
- 1940年：杉の柩
- 1940年：愛国殺人
- 1941年：白昼の悪魔
- 1943年：五匹の子豚
- 1946年：ホロー荘の殺人
- 1948年：満潮に乗って
- 1952年：マギンティ夫人は死んだ
- 1953年：葬儀を終えて
- 1955年：ヒッコリー・ロードの殺人
- 1956年：死者のあやまち
- 1959年：鳩のなかの猫
- 1963年：複数の時計
- 1966年：第三の女
- 1969年：ハロウィーン・パーティ
- 1972年：象は忘れない
- 1975年：カーテン

### 短編
早川書房のクリスティー文庫を基準に挙げる。太字はポアロ物だけで構成された短編集。
- 1924年：ポアロ登場
- 1937年：死人の鏡
- 1939年：黄色いアイリス
  - バグダッドの大櫃の謎 - The Mystery of the Bagdad Chest
  - あなたの庭はどんな庭？ - How Does Your Garden Grow ?
  - 黄色いアイリス - Yellow Iris
  - 船上の怪事件 - Problem at Sea
  - 二度目のゴング - The Second Gong
- 1947年：ヘラクレスの冒険
- 1950年：愛の探偵たち
  - 四階のフラット - The Third-Floor Flat
  - ジョニー・ウェイバリーの冒険 - The Adventure of Johnnie Waverly
- 1951年：教会で死んだ男
  - 戦勝記念舞踏会事件 - The Affair at the Victory Ball
  - 潜水艦の設計図 - The Submarine Plans
  - クラブのキング - The King of Clubs
  - マーケット・ベイジングの怪事件 - The Market Basing Mystery
  - 二重の手がかり - The Double Clue
  - 呪われた相続人 - The Lemesurier Inheritance
  - コーンウォールの毒殺事件 - The Cornish Mystery
  - プリマス行き急行列車 - The Plymouth Express
  - 料理人の失踪 - The Adventure of the Clapham Cook
  - 二重の罪 - Double Sin
  - スズメ蜂の巣 - Wasps' Nest
- 1960年：クリスマス・プディングの冒険
  - クリスマス・プディングの冒険 - The Adventure of the Christmas Pudding
  - スペイン櫃の秘密 - The Mystery of the Spanish Chest
  - 負け犬 - The Under Dog
  - 二十四羽の黒つぐみ - Four-and-Twenty Blackbirds
  - 夢 - The Dream
- 1997年：マン島の黄金
  - クリスマスの冒険 - Christmas Adventure
- 2010年：アガサ・クリスティの秘密ノート（上・下）
  - 犬のボール - The Incident of the Dog's Ball （『もの言えぬ証人』の原型）
  - ケルベロスの捕獲 -The Capture of Cerberus （『ヘラクレスの冒険』の同題短編の別バージョン）
- 短編集への未収録作品
  - 1943年：ポアロとレガッタ（Poirot and the Regatta Mystery、パーカー・パインものの短編「レガッタ・デーの事件」の初期バージョン、光文社『EQ』1994年5月号に訳載）

### 戯曲
- 1928年：『アリバイ』 - 『アクロイド殺し』を原作としたマイクル・モートンの戯曲。英国のシェイクスピア俳優チャールズ・ロートンが史上初のエルキュール・ポアロを演じた。
- 1930年：『ブラック・コーヒー』 - クリスティ自身が執筆した戯曲。

### クリスティ作品でない公認の続編
- 2014年：モノグラム殺人事件  The Monogram Murder （ソフィー・ハナ作） - 早川書房から単行本（2014年）、のち「クリスティー文庫」（2016年）
- 2016年：閉じられた棺   Closed Casket （ソフィー・ハナ作） - 「クリスティー文庫」（2017年）
- 2020年：The Killings at Kingfisher Hill（ソフィー・ハナ作） - 日本未刊行
- 2023年：Hercule Poirot's Silent Night Mystery（ソフィー・ハナ作） - 日本未刊行

## 「ポアロ」シリーズの登場人物
アーサー・ヘイスティングズ
初期の事件における相棒。作品におけるワトスン役。
ジャップ主任警部
ロンドン警視庁の主任警部。『スタイルズ荘の怪事件』『ABC殺人事件』『愛国殺人』などに登場する。
ベルギー警察時代のポアロと一緒に捜査したことがある（1904年のアバークロンビー偽造事件や、「アルタラ男爵」の事件）。真実に迫るという点でポアロは彼に不満を感じているが、警察官としての手腕については評価している。ジャップの方は、数々の事件を手伝ってもらっているためにポアロには好意的である。
ミス・レモン
ポアロの秘書。神経質で機械的な女性だが、秘書としては有能。姉がいる（『ヒッコリー・ロードの殺人』）。ポアロシリーズでは『死者のあやまち』『第三の女』などにも登場する。
初登場はシリーズ外の『パーカー・パイン登場』で、パインの秘書を務めている。
ヴェラ・ロサコフ伯爵夫人
帝政ロシア時代に貴族だった女性で、堂々とした振る舞いにポアロから「非凡な女性」と評価されている。彼女自身もポアロに対して数少ない恐ろしい男という旨のことを述べている。
初登場は『教会で死んだ男』に収録の短編「二重の手がかり」。その後『ビッグ4』に「ビッグ4」の手先として登場する。『ヘラクレスの冒険』ではロンドン市内で「地獄」というナイトクラブを経営している。
アリアドニ・オリヴァ
フィンランド人探偵のシリーズで有名な女性推理作家。アリアドニもまたギリシャ神話の登場人物の名前である。クリスティ自身がモデルとされる。『ひらいたトランプ』『マギンティ夫人は死んだ』『死者のあやまち』など、推理小説家という観点でポアロに意見を述べる。
初登場は『パーカー・パイン登場』に収録の短編「退屈している軍人の事件」。ノンシリーズの長編『蒼ざめた馬』にも登場する。
レイス大佐
ポアロの知人の英国特務機関員。『ひらいたトランプ』『ナイルに死す』などに登場。
初登場はノンシリーズ作品『茶色の服の男』。ノンシリーズ作品『忘られぬ死』では自ら探偵役も担当する。
スペンス警視
キルチェスター警察の警視。『マギンティ夫人は死んだ』『ハロウィーン・パーティ』『象は忘れない』に登場。疑惑に対しては自身が手がけた事件であっても断固たる態度で臨む、正直で感覚の鋭い警察官。ポアロとは以前に別の事件で知り合った。引退後もポアロに協力する。
なお、『満潮に乗って』に登場するオーストシャー警察のスペンス警視は別人とされている。
ゴビィ
世界中に情報網を持つ探偵。ポアロの依頼を受けることもある（『青列車の秘密』『葬儀を終えて』など）。決して、人の目を見て話さない。

## 翻案作品

### 映像作品

#### 映画
| 年   | 題名                           | ポアロ役                         | 監督                            | 備考                                                                            |
| ---- | ------------------------------ | -------------------------------- | ------------------------------- | ------------------------------------------------------------------------------- |
| 1931 | アリバイ（英語）               | オースティン・トレヴァー（英語） | レスリー・S・ヒスコット（英語） | 1926年に発表された『アクロイド殺し』を マイケル・モートン（英語）が脚本化した。 |
| 1931 | ブラック・コーヒー（英語）     | オースティン・トレヴァー（英語） | レスリー・S・ヒスコット（英語） |                                                                                 |
| 1932 | ブラック・コーヒー（仏語）     | ルネ・アレクサンドル（仏語）     | ジャン・ケム（仏語）            | ポアロを“プレヴェ”と名前を変えている。共演者にダニエル・ダリュー。              |
| 1934 | エッジウェア卿の死（英語）     | オースティン・トレヴァー         | レスリー・S・ヒスコット         |                                                                                 |
| 1965 | アルファベット殺人事件（英語） | トニー・ランドール（英語）       | フランク・タシュリン            | 『ABC殺人事件』が原作。                                                         |
| 1974 | オリエント急行殺人事件         | アルバート・フィニー             | シドニー・ルメット              | アカデミー賞6部門にノミネートされた、オールスターキャストが売りのヒット作。     |
| 1978 | ナイル殺人事件                 | ピーター・ユスティノフ           | ジョン・ギラーミン              | 映画のヒットを受け、ユスティノフはスーシェの次に多い6作品でポアロを演じた。     |
| 1982 | 地中海殺人事件                 | ピーター・ユスティノフ           | ガイ・ハミルトン                |                                                                                 |
| 1988 | 死海殺人事件                   | ピーター・ユスティノフ           | マイケル・ウィナー              |                                                                                 |
| 2017 | オリエント急行殺人事件         | ケネス・ブラナー                 | ケネス・ブラナー                |                                                                                 |
| 2022 | ナイル殺人事件                 | ケネス・ブラナー                 | ケネス・ブラナー                |                                                                                 |
| 2023 | 名探偵ポアロ:ベネチアの亡霊    | ケネス・ブラナー                 | ケネス・ブラナー                |                                                                                 |

上記のほか、『葬儀を終えて』『マギンティ夫人は死んだ』が、主人公をミス・マープルに変更した『ミス・マープル / 寄宿舎の殺人』（1963年）『ミス・マープル / 最も卑劣な殺人』（1964年）として、それぞれ映画化されている。また、『ホロー荘の殺人』が1985年に『危険な女たち』の題で日本で翻案映画化されている。ポアロに相当する役（設定は小説家）は石坂浩二が演じた。

#### テレビドラマ
| 公開年      | 題名                                                                                           | エルキュール・ポアロ役       | 備考 |
| ----------- | ---------------------------------------------------------------------------------------------- | ---------------------------- | --- |
| 1955        | ポワロが解くオリエント急行殺人事件（原題:Hercule Poirot klärt den Mord im Orient-Express auf） | ハイニ・ゲーベル(独語)       | ドイツ公共放送連盟が制作したドラマシリーズ『偉大なる探偵たち』（原題:Die Galerie der großen Detektive）のうちの一本。                                                             |
| 1961        | ダヴンハイム氏の失踪                                                                           | ホセ・フェラー               | MGMが制作した『ミスタ・ダヴンハイムの失踪』を原作とするパイロット版。 |
| 1962        | ダヴンハイム氏の失踪                                                                           | マーティン・ガーベル（英語） | 米国CBSのジェネラル・エレクトリック・シアター内で放送された『ミスタ・ダヴンハイムの失踪』を原作とするドラマ。                                                                     |
| 1973        | Black Coffee                                                                                   | ホルスト・ボルマン（独語）   | 『ブラック・コーヒー』を原作として第2ドイツテレビ放送が制作したテレビ映画。 |
| 1985        | エッジウェア卿殺人事件（英語）                                                                 | ピーター・ユスティノフ       | 『エッジウェア卿の死』を原作としてワーナーとCBSによって制作されたテレビ映画。ジャップ警部をデヴィッド・スーシェが演じた。                                                         |
| 1986        | 死者のあやまち（英語）                                                                         | ピーター・ユスティノフ       | |
| 1986        | 三幕の殺人（英語）                                                                             | ピーター・ユスティノフ       | 舞台をロンドンからアカプルコに移し、カートライト卿をアメリカの映画スターに仕立てトニー・カーティスが演じた。                                                                      |
| 1986        | 私は作者に殺される（原題：Murder by the Book）                                                 | イアン・ホルム               | ペギー・アシュクロフトがアガサ・クリスティを演じ、二人の奇妙なやり取りが繰り広げられる。                                                                                          |
| 1989 - 2013 | 名探偵ポワロ                                                                                   | デヴィッド・スーシェ         | 25年に渡りほぼ全ての原作を映像化。世界各国で放送され、ポワロ像を決定付けた最もポピュラーなシリーズ。 ポワロ役のデヴィッド・スーシェの演技は「原作に最も近いポワロ」と賞賛された。 |
| 1989        | 古屋敷の謎（露語）                                                                             | アナトリー・ラヴィコヴィッチ | 『邪悪の家』を原作として ソビエト連邦が制作したTVドラマ。 |
| 2001        | オリエント急行殺人事件（英語）                                                                 | アルフレッド・モリーナ       | 共演者にレスリー・キャロン |
| 2002        | ポワロの犯した過ち                                                                             | コンスタンティン・ライキン   | ロシアで制作された『アクロイド殺し』を原作とするドラマ。 |
| 2018        | アガサ・クリスティー ABC殺人事件                                                               | ジョン・マルコヴィッチ       | イギリス製作。ポワロは原作に比べて年老いた男性として描かれる。 |

上記のほか、2005年に日本のNHKで、主人公を素人探偵赤富士鷹に変更した『名探偵赤冨士鷹』が制作された。2夜連続で、『名探偵赤富士鷹 / ABC殺人事件』（原作は『ABC殺人事件』）、『名探偵赤富士鷹 / 愛しのサンドリヨン』（原作は『ゴルフ場殺人事件』）がNHK総合で放送された。また2015年1月11日・12日の2夜連続で『オリエント急行殺人事件』がフジテレビにて放送された。ポアロに相当する探偵・勝呂武尊（すぐろ たける）を野村萬斎が演じ、同局で『刑事コロンボ』を下敷きに『古畑任三郎』を送り出した三谷幸喜が脚本を手掛けた。2018年4月14日には、同じく野村萬斎主演・三谷幸喜脚本により、『アクロイド殺し』を原作とした『黒井戸殺し』がフジテレビで放送されている。

#### アニメ
- アガサ・クリスティーの名探偵ポワロとマープル
NHK総合テレビで2004年7月4日から2005年5月15日まで放送されたアニメで、ミス・マープルの甥の娘がポワロの助手になるという設定でストーリーが進行する。ポワロの声を里見浩太朗が演じた。
ポワロものでは、長編作品『ABC殺人事件』『邪悪の家』『雲をつかむ死』のほか、数編の短編作品が放映された。

### 漫画
- 名探偵・英玖保嘉門の推理手帖
星野泰視による漫画化作品のシリーズ。舞台を昭和初期の日本に、英玖保嘉門（えいくぼ かもん=ポアロ）を初めとして登場人物のほとんどを日本人に置き換えている。
  - ABC殺人事件（小学館『ビッグコミックオリジナル』2014年24号 - 2016年10号連載、単行本全4巻） - 原作：『厩舎街の殺人』『ABC殺人事件』
  - 蒼ざめた馬（小学館『ビッグコミックオリジナル』2017年1号 - 17号） - 原作はポアロものではないノンシリーズ作品

## 批評
- Barnard, Robert (1980), A Talent to Deceive, London: Fontana/Collins
- Goddard, John (2018), Agatha Christie’s Golden Age: An Analysis of Poirot’s Golden Age Puzzles, Stylish Eye Press, ISBN 978-1-999-61200-9
- Hart, Anne (2004), Agatha Christie's Poirot: The Life and Times of Hercule Poirot, London: Harper and Collins
- Kretzschmar, Judith; Stoppe, Sebastian; Vollberg, Susanne, eds. (2016), Hercule Poirot trifft Miss Marple. Agatha Christie intermedial, Darmstadt: Büchner, ISBN 978-3-941310-48-3.
- Osborne, Charles (1982), The Life and Crimes of Agatha Christie, London: Collins